# Ethereum
Ethereum (prononcé en français /etɛʁeɔm/, en anglais /ɪˈθɪrɪəm/ ) est un protocole d'échanges décentralisés permettant la création par les utilisateurs de contrats intelligents. Ces contrats intelligents sont basés sur un protocole informatique permettant de vérifier ou de mettre en application un contrat mutuel. Ils sont déployés et consultables publiquement dans une blockchain. 
Ethereum utilise une unité de compte dénommée ether comme moyen de paiement de ces contrats. Son sigle correspondant, utilisé par les plateformes d'échanges, est « ETH ». Ether est la deuxième plus importante monnaie cryptographique décentralisée avec une capitalisation de près de 232 milliards d'euros en mars 2025.
En juillet 2016, l'équipe de développement d'Ethereum a dû procéder à un hard fork après une attaque réussie par un groupe de pirates sur un fonds d'investissement en ether appelé The DAO (organisation autonome décentralisée) dans laquelle près de 3 641 694 ETH (soit plus de 5 % du montant total de la crypto-monnaie en circulation) ont été détournés sur une adresse non contrôlée par les membres de The DAO. Ce hard fork a permis d'annuler le détournement et de restituer ses fonds à l'organisation autonome décentralisée. Néanmoins, ce changement n'a pas recueilli un consensus absolu et une faible partie de la communauté n'a pas implémenté ce changement qui a conduit à la formation de deux chaînes de blocs séparées : l'une officielle avec pour unité monétaire l'ether (symbole : ETH) et son spin-off avec pour unité monétaire l'Ether classique (en) (symbole : ETC).
Comme d'autres crypto-monnaies basées sur la technologie de la Blockchain, Ethereum a été critiquée pour son empreinte carbone très élevée,.
Afin de réduire considérablement son empreinte carbone, le 15 septembre 2022, Ethereum a accompli la transition de son mécanisme de validation d'une preuve de travail vers une preuve d'enjeu, dans une mise à jour majeure connue sous le nom de "The Merge" / "La Fusion",,; la consommation énergétique d'Ethereum a alors chuté d'environ 99,95%.

## Histoire

### Origine et lancement
Le programmeur Russe et cofondateur de Bitcoin Magazine Vitalik Buterin découvre les cryptomonnaies avec le Bitcoin en 2011 et décide de créer un nouveau protocole utilisant un langage Turing-Complet plutôt que d'alourdir la structure du Bitcoin, l'idée d'Ethereum naissait,. Buterin a fait valoir aux développeurs du Bitcoin Core que le Bitcoin et la technologie blockchain pourraient bénéficier d'autres applications que l'argent et qu'ils avaient besoin d'un langage plus robuste pour le développement d'applications : cela pourrait conduire à attacher des actifs du monde réel, tels que des actions et des propriétés, à la blockchain.
Buterin a brièvement travaillé avec le CEO d'eToro, Yoni Assia, sur le projet Colored Coins et a rédigé son livre blanc décrivant d'autres cas d'utilisation de la technologie blockchain. Cependant, après avoir échoué à obtenir un accord sur la manière dont le projet devait se poursuivre, il a proposé le développement d'une nouvelle plateforme avec un langage de script plus robuste qui deviendrait finalement Ethereum. En décembre 2013, Vitalik Buterin publie une description de son projet Ethereum sous la forme d'un livre blanc dans le but de lancer des applications décentralisées,. Début 2014, il met en prévente les premiers Ethers pour financer le développement du projet. La vente lui permet de rassembler 31 591 bitcoins d'une valeur de plus de 18 millions de dollars à l'époque, pour 60 millions d'Ethers vendus. La chaîne de blocs Ethereum a été lancée le 30 juillet 2015, mais à l'origine Buterin ne cherchait pas à créer une crypto-monnaie.
Ethereum a été annoncé lors de la Conférence nord-américaine sur le Bitcoin à Miami en janvier 2014. Pendant la conférence, Gavin Wood, Charles Hoskinson et Anthony Di Iorio (qui a financé le projet) ont loué une maison à Miami avec Buterin, où ils ont pu se faire une idée plus précise de ce qu'Ethereum pourrait devenir. Di Iorio a invité son ami Joseph Lubin, qui a invité le journaliste Morgen Peck, à témoigner. Peck a ensuite raconté l'expérience dans Wired.
Six mois plus tard, les fondateurs se sont rencontrés à nouveau à Zoug, en Suisse, où Buterin leur a dit que le projet se poursuivrait en tant qu'association à but non lucratif. Hoskinson a quitté le projet à ce moment-là et a fondé peu après IOHK, une société de blockchain responsable de Cardano.
La première version du logiciel, appelée Frontier, a été développée par la société Ethereum Switzerland GmbH (EthSuisse), alors dirigée par Joseph Lubin. Une autre société suisse, The Ethereum Foundation, à but non lucratif, a aussi été créée pour promouvoir le développement de cette nouvelle monnaie.
En mars 2016, la nouvelle version du logiciel prend le nom de Homestead.
Les prochaines versions Metropolis suivie de Serenity sont en cours de développement[Quand ?].
En mars 2017, plusieurs startups, groupes de recherche et entreprises du Fortune 500 ont annoncé la création de l'Enterprise Ethereum Alliance (EEA). En mai 2017, l'organisation à but non lucratif comptait 116 membres, parmi lesquels CME Group, un groupe de recherche de l'Université Cornell, le Toyota Research Institute, Samsung SDS, Microsoft, Intel, JPMorgan Chase, Deloitte, Accenture, Banco Santander, BNY Mellon, ING et la Banque nationale du Canada,. En juillet 2017, l'alliance comptait plus de 150 membres, y compris MasterCard, Cisco Systems, Sberbank et Banque Scotia.
En 2024, Paul Brody, membre du conseil d'administration de l'EEA pour EY, a été annoncé comme le nouveau président, et Karen Scarbrough, membre du conseil d'administration pour Microsoft, comme la nouvelle directrice exécutive. Vanessa Grellet d'Arche Capital a également rejoint le conseil d'administration en tant que nouvelle membre.
Ethereum, la deuxième plus grande blockchain en termes de capitalisation boursière, a célébré son huitième anniversaire le 30 juillet 2023.

### Vols et piratages

#### Système de Ponzi?
Comme pour le Bitcoin et bien d'autres cryptomonnaies, de nombreuses activités criminelles et frauduleuses ont utilisé l'Ethereum (blanchiment d'argent, corruption, phishing, et couramment des arnaques de type « Ponzi », « une fraude typique, qui a causé d'importants dommages matériels aux utilisateurs d'Ethereum »), qui sont la principale menace à la sécurité du trading. Comme pour le Bitcoin, des débats existent pour savoir si le système Ethereum est lui-même intrinsèquement ou non un système de Ponzi ; l'intelligence artificielle et des algorithmes apprenant, après un travail de data mining dans la blockchain, laissent penser que c'est le cas pour ce qui concerne le Bitcoin.
Grâce à l'ouverture d'Ethereum, et via des algorithmes adaptés (modèle de détection basé sur un réseau convolutif de graphes, plus efficaces que les méthodes générales d'apprentissage automatique), des chercheurs ont pu rétrospectivement étudier le grand registre des transactions sur la blockchain Ethereum, et les contrats intelligents, afin notamment d'y rechercher des signes d'escroquerie de type Ponzi. Cette approche permet selon eux de « distinguer précisément les contrats de type Ponzi » dans le « monde réel ».

#### The DAOet son piratage
En mai 2016, une organisation autonome décentralisée a été créée pour réunir des fonds, sous forme d'Ether, afin de financer des projets utilisant la chaîne de blocs d'Ethereum. Cette création a été très largement saluée par la communauté et ses investisseurs en rassemblant plus de 12 000 000 d'Ether (soit 15 % de la monnaie totale émise pour un total de plus de 150 millions d'euros) avant qu'une faille du code de The DAO soit exploitée par des pirates qui détournèrent, le 17 juin 2016, près d'un tiers des encours réunis par le projet, pour les déplacer dans un clone dans lequel, selon les propres règles de TheDAO, les fonds sont gelés à titre conservatoire pour une durée d'un mois.
Pendant cette durée, la communauté Ethereum et ses membres fondateurs ont débattu pour décider de la meilleure méthode à adopter pour récupérer ou non les Ether détournés et s'il fallait liquider The DAO. Ils décidèrent de liquider le fonds d'investissement et de reprogrammer la chaîne de blocs pour inverser les effets du piratage et re-créditer le fonds d'investissement des fonds volés afin de rembourser à terme les investisseurs.
Cependant, environ 15 % de la puissance de calcul des mineurs d'Ether a refusé d'implémenter ce changement, aboutissant à la création de deux chaines de blocs distinctes, l'une officielle et soutenue par les développeurs (l'Ether avec pour symbole : ETH), et l'autre non officielle avec pour monnaie l'Ether classique (symbole : ETC) dans laquelle les hackers conservent la monnaie détournée de TheDAO. Cette nouvelle monnaie est donc dissociée et distincte de l'Ether, constitue une nouvelle crypto-monnaie avec une puissance de calcul faible la rendant potentiellement plus facilement vulnérable à une attaque des 51 %.
Avant l'implémentation de la reprogrammation de la chaîne de bloc, toute adresse qui possédait de l'Ether s'est donc vu dupliquée avec des encours en ETH dans la chaîne de blocs officielle (la valeur en unités de compte est conservée) et le même montant en ETC, dans la chaîne de blocs en sédition. L'ETC, nouvelle crypto-monnaie, ne peut être utilisé que sur la chaîne de blocs soutenue par le réseau des mineurs en sédition et l'ETH ne peut être utilisé que sur la chaîne de blocs officielle reprogrammée. Dans le cas d'une division d'une chaîne de blocs en deux, les utilisateurs peuvent être potentiellement vulnérables à des attaques par rejeu dans lesquelles un pirate intercepte une transaction sur une des chaînes (dominante ou non) pour la rediffuser sur la seconde. La clé privée de l'utilisateur étant la même sur les deux chaines, la signature de la transaction initiale sera aussi valide sur les deux chaînes.
Fin septembre 2016 la valeur de l'Ether classique (ETC), représentait environ 10 % de la valeur de l'Ether (ETH) sur les places d'échanges ayant accepté de négocier cette nouvelle crypto-monnaie, après une introduction à environ 3 % et une pointe à plus de 45 % début août 2016.

### Attaque du réseau Ronin (vol de plus de 500 millions de dollars)
Ce réseau, soutien financier du jeu en ligne Axie Infinity a été piraté le 23 mars 2022, avec le vol, via une faille de sécurité de 173 699 ethereums et 22,5 millions d'USDC (soit pour une somme évaluée à environ 615 millions de dollars aux cours de ces cryptomonnaies au moment de l'annonce, et 545 millions le jour de l’attaque). La société a annoncé chercher avec les autorités, des cryptographes et ses investisseurs à récupérer ou rembourser les fonds volés.
Selon Ronin, le hacker a piégé le système de validation des transactions, qui permet normalement d’empêcher les transferts frauduleux.

### Hacking sur la plate-forme Bybit en février 2025
En février 2025, 400 000 Ethereum, soit l’équivalent d’1,5 milliard de dollars de cryptomonnaies, appartenant aux clients de la plate-forme Bybit sont dérobés lors d’une attaque informatique. Il s'agit alors du plus gros hacking réalisé sur les cryptomonnaies. Le FBI attribue ce vol au groupe Lazarus.

### Les collaborations décentralisées
Ethereum permet l'émergence de nouveaux modes de collaboration grâce à la baisse des coûts de transaction, au sens économique du terme, entre collaborateurs.
| Collaboration                        | Type de rétribution | Application                                                                       |
| ------------------------------------ | ------------------- | --------------------------------------------------------------------------------- |
| Travail individuel                   | Prime               | Canya.io, Bounties Network , ETHlance, BlockLancer, Commit ETH, Bounty0x, Gitcoin |
|                                      | Tarif               | KodakOne                                                                          |
| Question / Réponse                   | Concours            | Fundrequest                                                                       |
|                                      | Utilité calculée    | Qurito                                                                            |
| Œuvre collaborative ou dérivée       | Tarif fractionné    | Embermine, CreativeChain, Ujo Music, MediaChain                                   |
|                                      | Utilité calculée    | Steemit, Kin                                                                      |
| Contribution à une oeuvre collective | Prime               | CrowdHolding                                                                      |
|                                      | Prime variable      | Knowledge.io                                                                      |
|                                      | Tarif               | Hut34                                                                             |
|                                      | Utilité estimée     | Lunyr, Backfeed, Akasha                                                           |
|                                      | Utilité calculée    | DAO.casino, Matryx                                                                |

### Ethereum 2.0
Un développement open source est en cours pour une mise à niveau majeure d'Ethereum connue sous le nom d'Ethereum 2.0 ou Eth2. L'objectif principal de la mise à niveau est d'augmenter le débit des transactions pour le réseau d'environ 15 transactions par seconde à des dizaines de milliers de transactions par seconde.
Ethereum 2.0 (également connu sous le nom de Serenity) est conçu pour être lancé en trois phases:
1. La "Phase 0", également connue sous le nom de "The Beacon Chain", a été lancée le 1er décembre 2020 et a créé la Beacon Chain, une blockchain de preuve de participation (PoS) qui agira comme le centre central de coordination et de consensus d'Ethereum 2.0[66],[67],[68].
2. La "Phase 1", également connue sous le nom de "The Merge" / "La Fusion", a fusionné la Beacon Chain avec le réseau Ethereum, faisant passer son mécanisme de consensus de la preuve de travail à la preuve de participation[69]. "The Merge" s'est réalisé finalement le 15 septembre 2022 a 8:42:59[8].
3. La "Phase 2", également connue sous le nom de "The Surge", mettra en œuvre l'exécution d'état dans les chaînes de fragments, la chaîne Ethereum 1.0 actuelle devant devenir l'un des fragments d'Ethereum 2.0. Les chaînes de fragments répartiront la charge du réseau sur 64 nouvelles chaînes. Depuis le 22 janvier 2022, il devrait être publié en 2023[63].

## Caractéristiques générales
Le tout premier bloc appelé « bloc genesis » est créé le 30 juillet 2015. Il distribue les 60 millions d'Ethers de la prévente ainsi que 12 millions d'Ethers aux développeurs. Depuis, l'émission de nouveaux Ethers n'est possible que par le « minage » des blocs, processus par lequel les transactions sont vérifiées, enregistrées et sécurisées dans la « blockchain ». Le logiciel rétribue les mineurs à raison de 2 Ethers par bloc miné, c'est-à-dire en moyenne toutes les 13 secondes, soit une émission de plus de 5 millions de nouveaux Ethers par an.
La blockchain Proof of Stake d'Ethereum a soulevé des inquiétudes quant à la centralisation en ce qui concerne la santé et la sécurité à long terme d'Ethereum.
Il était prévu en 2018, dans une version du logiciel prenant le nom de Serenity, de changer le procédé de minage de type preuve de travail en un minage de type preuve d'enjeu afin de limiter la consommation d'électricité du réseau Ethereum. Cette mise à jour doit également comporter également des changements concernant l'émission des Ethers. La rémunération des mineurs devrait probablement diminuer, mais la question n'a pas encore été tranchée par les développeurs. Cette bascule, appelée la "fusion" devient effective, après de nombreuses opérations et reports, le 15 septembre 2022. Elle permet la réduction de la consommation énergétique de 99,95%.
| Lancement       | Temps par bloc         | Ethers pré-minés                                                   | Minage des Ethers                           | Type de preuve                                                         | Algorithme de hachage | Anonymité |
| --------------- | ---------------------- | ------------------------------------------------------------------ | ------------------------------------------- | ---------------------------------------------------------------------- | --------------------- | --------- |
| 30 juillet 2015 | En moyenne 15 secondes | ~ 60 000 000 ETH mis en prévente ~ 12 000 000 ETH aux développeurs | 2 ETH par bloc, soit ~ 5 256 000 ETH par an | preuve de travail, puis preuve d'enjeu avec la version Serenity (2019) | EtHash                | Non       |

L’Ether peut être subdivisé en plusieurs multiples et sous multiples :
| Multiples                                                                                                | Equivalent                                                                                               | Fractions              | Equivalent | Origine du nom |
| --- | --- | ---------------------- | ---------- | --- |
| Mille (103)                                                                                              | 1 kEther                                                                                                 | 1 millième (10-3)      | 1 Finney   | Du nom du développeur Hal Finney, premier utilisateur du Bitcoin, après Satoshi Nakamoto.                                                            |
| 1 million (106)                                                                                          | 1 MEther                                                                                                 | 1 millionième (10-6)   | 1 Szabo    | Du nom du cryptographe et informaticien Nick Szabo, qui a inventé les contrats intelligents (Smart contracts).                                       |
| les unités au-dessus du million n'ont pas de sens dans la mesure où la quantité de monnaie n'existe pas. | les unités au-dessus du million n'ont pas de sens dans la mesure où la quantité de monnaie n'existe pas. | 1 milliardième (10-9)  | 1 Gwei     | Du nom du cryptographe et cypherpunk Wei Dai, inventeur de b-money, dont le concept a été référencé dans la 2e section du texte de Satoshi Nakamoto. |
| les unités au-dessus du million n'ont pas de sens dans la mesure où la quantité de monnaie n'existe pas. | les unités au-dessus du million n'ont pas de sens dans la mesure où la quantité de monnaie n'existe pas. | 1 billionème (10-12)   | 1 Mwei     | Du nom du cryptographe et cypherpunk Wei Dai, inventeur de b-money, dont le concept a été référencé dans la 2e section du texte de Satoshi Nakamoto. |
| les unités au-dessus du million n'ont pas de sens dans la mesure où la quantité de monnaie n'existe pas. | les unités au-dessus du million n'ont pas de sens dans la mesure où la quantité de monnaie n'existe pas. | 1 billiardième (10-15) | 1 kwei     | Du nom du cryptographe et cypherpunk Wei Dai, inventeur de b-money, dont le concept a été référencé dans la 2e section du texte de Satoshi Nakamoto. |
| les unités au-dessus du million n'ont pas de sens dans la mesure où la quantité de monnaie n'existe pas. | les unités au-dessus du million n'ont pas de sens dans la mesure où la quantité de monnaie n'existe pas. | 1 trillionième (10-18) | 1 wei      | Du nom du cryptographe et cypherpunk Wei Dai, inventeur de b-money, dont le concept a été référencé dans la 2e section du texte de Satoshi Nakamoto. |

Comme pour le Bitcoin, les Ethers vont pouvoir être stockés dans un portefeuille (appelé également wallet). Celui-ci est associé à une clé publique (l'adresse, qui permet de recevoir des Ethers à partir d'autres comptes), ainsi qu'à une clé privée (qui va permettre d'envoyer des Ethers à d'autres comptes).

## Coût d’exécution des contrats intelligents
L’exécution d’un contrat intelligent, qu’il soit un simple transfert d’Ether entre deux comptes ou l'exécution de plusieurs lignes du code d’un contrat, nécessite de rémunérer les mineurs pour la tâche exécutée. Cette rémunération se fait en Ether à l'échelle infinitésimale et que l'on appelle alors gaz. Chaque opération sur la chaîne de blocs Ethereum « coûte » du gaz qui correspond à l’effort à fournir pour traiter cette opération. Le prix du gaz évolue en fonction du marché : chaque mineur peut fixer son prix et correspond au nombre d’Ether qu’il souhaite recevoir pour l’effort qu’il fournit.
En juin 2016, le prix moyen du gaz était de 0,0000000225 Ether. Ainsi, une transaction basique de virement entre deux adresses nécessitant 21000 gaz correspond à un coût moyen de 0,00047 Ether en frais de traitement. Ce système permet notamment :
- aux mineurs peu performants ou avares de refuser de traiter rapidement les opérations trop lourdes en exigeant un prix du gaz élevé ;
- d’éviter que certains contrats deviennent hors de prix lorsque le cours de l’Ether s’apprécie ; en effet le nombre de gaz nécessaire à l’exécution est défini par la complexité des opérations tandis que le prix du gaz peut être ajusté selon le cours de l’Ether ;
- d’éviter qu’une boucle infinie dans un code ne tourne éternellement car au moment où la totalité du gaz fourni dans la transaction a été consommée, le mineur arrête de traiter l’opération et annule la transaction (mais le gaz est bien consommé)

L'utilisateur choisit le prix qu'il est prêt à payer : s'il paye en dessous du prix moyen, l'exécution de son contrat mettra beaucoup plus de temps puisque toutes les transactions plus rémunératrices sont exécutées en priorité.